# 13437 Веллтон-Перссон
13437 Веллтон-Перссон (13437 Wellton-Persson) — астероїд головного поясу, відкритий 28 листопада 1999 року.
Тіссеранів параметр щодо Юпітера — 3,554.